# Parole (Maryland)
Parole é uma Região censo-designada localizada no estado americano de Maryland, no Condado de Anne Arundel.

## Demografia
Segundo o censo americano de 2000, a sua população era de 14.031 habitantes.

## Geografia
De acordo com o United States Census Bureau tem uma área de
30,7 km², dos quais 26,6 km² cobertos por terra e 4,1 km² cobertos por água.

## Localidades na vizinhança
O diagrama seguinte representa as localidades num raio de 8 km ao redor de Parole.